# FA Cup 1975/76
Der FA Cup 1975/76 war die 95. Austragung des The Football Association Challenge Cup (meist als FA Cup bekannt).
Der Pokalwettbewerb startete mit der Qualifikation zwischen dem 30. August 1975 und dem 5. November 1975. Die Hauptrunde begann anschließend ab dem 22. November 1975 und endete mit dem Finale in Wembley in London am 1. Mai 1976 vor einer Kulisse von offiziell 99.115 Zuschauern. Sieger des Wettbewerbs wurde zum ersten Mal der FC Southampton. Unterlegener Finalist war Manchester United.

## Wettbewerb

### Erste Hauptrunde
| Datum             |                     | Ergebnis |                          |
| ----------------- | ------------------- | -------- | ------------------------ |
| 22. November 1975 | FC Aldershot        | 4:3      | FC Wealdstone            |
| 22. November 1975 | AP Leamington       | 2:3      | Stafford Rangers         |
| 22. November 1975 | Boston United       | 0:1      | Lincoln City             |
| 22. November 1975 | Bradford City       | 1:0      | FC Chesterfield          |
| 22. November 1975 | FC Brentford        | 2:0      | Northampton Town         |
| 22. November 1975 | FC Bury             | 4:2      | Doncaster Rovers         |
| 22. November 1975 | Cardiff City        | 6:2      | Exeter City              |
| 22. November 1975 | Colchester United   | 3:3      | FC Dover                 |
| 22. November 1975 | Coventry Sporting   | 2:0      | Tranmere Rovers          |
| 22. November 1975 | Crystal Palace      | 1:0      | Walton & Hersham         |
| 22. November 1975 | FC Darlington       | 0:0      | FC Chester               |
| 22. November 1975 | FC Dartford         | 1:4      | FC Bishop’s Stortford    |
| 22. November 1975 | Halifax Town        | 3:1      | FC Altrincham            |
| 22. November 1975 | Grantham Town       | 2:2      | Port Vale                |
| 22. November 1975 | Grimsby Town        | 1:3      | Gateshead United         |
| 22. November 1975 | Hartlepool United   | 3:0      | Stockport County         |
| 22. November 1975 | FC Hendon           | 1:0      | FC Reading               |
| 22. November 1975 | Hereford United     | 2:0      | Torquay United           |
| 22. November 1975 | FC Leatherhead      | 2:0      | Cambridge United         |
| 22. November 1975 | Mansfield Town      | 1:1      | AFC Wrexham              |
| 22. November 1975 | FC Marine           | 3:1      | FC Barnsley              |
| 22. November 1975 | AFC Newport County  | 2:2      | Swindon Town             |
| 22. November 1975 | Nuneaton Borough    | 0:1      | FC Wimbledon             |
| 22. November 1975 | Peterborough United | 4:1      | Winsford United          |
| 22. November 1975 | Preston North End   | 2:1      | Scunthorpe United        |
| 22. November 1975 | FC Romford          | 0:1      | Tooting & Mitcham United |
| 22. November 1975 | Rossendale United   | 0:1      | Shrewsbury Town          |
| 22. November 1975 | Rotherham United    | 2:1      | Crewe Alexandra          |
| 22. November 1975 | FC Scarborough      | 2:0      | FC Morecambe             |
| 22. November 1975 | Sheffield Wednesday | 3:1      | Macclesfield Town        |
| 22. November 1975 | Southend United     | 2:0      | Swansea City             |
| 22. November 1975 | Spennymoor United   | 4:1      | FC Southport             |
| 22. November 1975 | Sutton United       | 1:1      | AFC Bournemouth          |
| 22. November 1975 | FC Walsall          | 0:1      | Huddersfield Town        |
| 22. November 1975 | FC Watford          | 0:3      | Brighton & Hove Albion   |
| 22. November 1975 | FC Weymouth         | 0:2      | FC Gillingham            |
| 22. November 1975 | Wigan Athletic      | 4:1      | Matlock Town             |
| 22. November 1975 | AFC Workington      | 1:1      | AFC Rochdale             |
| 22. November 1975 | Wycombe Wanderers   | 0:0      | Bedford Town             |
| 22. November 1975 | Yeovil Town         | 1:1      | FC Millwall              |

#### Wiederholungsspiele
| Datum             |                   | Ergebnis |                    |
| ----------------- | ----------------- | -------- | ------------------ |
| 24. November 1975 | Bedford Town      | 2:2      | Wycombe Wanderers  |
| 24. November 1975 | Port Vale         | 4:1      | Grantham Town      |
| 24. November 1975 | AFC Wrexham       | 1:1      | Mansfield Town     |
| 25. November 1975 | FC Millwall       | 2:2      | Yeovil Town        |
| 25. November 1975 | AFC Rochdale      | 2:1      | AFC Workington     |
| 25. November 1975 | Swindon Town      | 3:0      | AFC Newport County |
| 26. November 1975 | AFC Bournemouth   | 1:0      | Sutton United      |
| 26. November 1975 | FC Chester        | 2:0      | FC Darlington      |
| 26. November 1975 | FC Dover          | 4:1      | Colchester United  |
| 1. Dezember 1975  | Wycombe Wanderers | 2:1      | Bedford Town       |
| 3. Dezember 1975  | Yeovil Town       | 0:1      | FC Millwall        |
| 8. Dezember 1975  | Mansfield Town    | 2:1      | AFC Wrexham        |

### Zweite Hauptrunde
| Datum             |                     | Ergebnis |                          |
| ----------------- | ------------------- | -------- | ------------------------ |
| 13. Dezember 1975 | AFC Bournemouth     | 2:2      | Hereford United          |
| 13. Dezember 1975 | FC Aldershot        | 2:0      | FC Bishop’s Stortford    |
| 13. Dezember 1975 | FC Bury             | 3:0      | Spennymoor United        |
| 13. Dezember 1975 | Cardiff City        | 1:0      | Wycombe Wanderers        |
| 13. Dezember 1975 | Coventry Sporting   | 0:4      | Peterborough United      |
| 13. Dezember 1975 | Gateshead United    | 1:1      | AFC Rochdale             |
| 13. Dezember 1975 | FC Gillingham       | 0:1      | Brighton & Hove Albion   |
| 13. Dezember 1975 | FC Hendon           | 0:1      | Swindon Town             |
| 13. Dezember 1975 | Huddersfield Town   | 2:1      | Port Vale                |
| 13. Dezember 1975 | FC Leatherhead      | 0:0      | Tooting & Mitcham United |
| 13. Dezember 1975 | Mansfield Town      | 1:2      | Lincoln City             |
| 13. Dezember 1975 | FC Marine           | 1:1      | Hartlepool United        |
| 13. Dezember 1975 | FC Millwall         | 1:1      | Crystal Palace           |
| 13. Dezember 1975 | Rotherham United    | 0:3      | Bradford City            |
| 13. Dezember 1975 | FC Scarborough      | 3:2      | Preston North End        |
| 13. Dezember 1975 | Sheffield Wednesday | 2:0      | Wigan Athletic           |
| 13. Dezember 1975 | Shrewsbury Town     | 3:1      | FC Chester               |
| 13. Dezember 1975 | Southend United     | 4:1      | FC Dover                 |
| 13. Dezember 1975 | Stafford Rangers    | 1:3      | Halifax Town             |
| 13. Dezember 1975 | FC Wimbledon        | 0:2      | FC Brentford             |

#### Wiederholungsspiele
| Datum             |                          | Ergebnis |                  |
| ----------------- | ------------------------ | -------- | ---------------- |
| 15. Dezember 1975 | Hartlepool United        | 6:3      | FC Marine        |
| 16. Dezember 1975 | Crystal Palace           | 2:1      | FC Millwall      |
| 16. Dezember 1975 | AFC Rochdale             | 3:1      | Gateshead United |
| 17. Dezember 1975 | Hereford United          | 2:0      | AFC Bournemouth  |
| 22. Dezember 1975 | Tooting & Mitcham United | 2:1      | FC Leatherhead   |

### Dritte Hauptrunde
| Datum          |                         | Ergebnis |                          |
| -------------- | ----------------------- | -------- | ------------------------ |
| 1. Januar 1976 | FC Chelsea              | 1:1      | Bristol Rovers           |
| 1. Januar 1976 | Nottingham Forest       | 0:0      | Peterborough United      |
| 3. Januar 1976 | FC Aldershot            | 1:2      | Lincoln City             |
| 3. Januar 1976 | FC Blackpool            | 1:0      | FC Burnley               |
| 3. Januar 1976 | FC Brentford            | 0:0      | Bolton Wanderers         |
| 3. Januar 1976 | Charlton Athletic       | 2:1      | Sheffield Wednesday      |
| 3. Januar 1976 | Coventry City           | 2:1      | Bristol City             |
| 3. Januar 1976 | Derby County            | 2:1      | FC Everton               |
| 3. Januar 1976 | FC Fulham               | 2:3      | Huddersfield Town        |
| 3. Januar 1976 | Hull City               | 1:1      | Plymouth Argyle          |
| 3. Januar 1976 | Ipswich Town            | 3:1      | Halifax Town             |
| 3. Januar 1976 | Leicester City          | 3:0      | Sheffield United         |
| 3. Januar 1976 | Luton Town              | 2:0      | Blackburn Rovers         |
| 3. Januar 1976 | Manchester City         | 6:0      | Hartlepool United        |
| 3. Januar 1976 | Manchester United       | 2:1      | Oxford United            |
| 3. Januar 1976 | FC Middlesbrough        | 0:0      | FC Bury                  |
| 3. Januar 1976 | Norwich City            | 1:1      | AFC Rochdale             |
| 3. Januar 1976 | Notts County            | 0:1      | Leeds United             |
| 3. Januar 1976 | FC Orient               | 0:1      | Cardiff City             |
| 3. Januar 1976 | FC Portsmouth           | 1:1      | Birmingham City          |
| 3. Januar 1976 | Queens Park Rangers     | 0:0      | Newcastle United         |
| 3. Januar 1976 | FC Scarborough          | 1:2      | Crystal Palace           |
| 3. Januar 1976 | Shrewsbury Town         | 1:2      | Bradford City            |
| 3. Januar 1976 | FC Southampton          | 1:1      | Aston Villa              |
| 3. Januar 1976 | Southend United         | 2:1      | Brighton & Hove Albion   |
| 3. Januar 1976 | AFC Sunderland          | 2:0      | Oldham Athletic          |
| 3. Januar 1976 | Swindon Town            | 2:2      | Tooting & Mitcham United |
| 3. Januar 1976 | Tottenham Hotspur       | 1:1      | Stoke City               |
| 3. Januar 1976 | West Bromwich Albion    | 3:1      | Carlisle United          |
| 3. Januar 1976 | West Ham United         | 0:2      | FC Liverpool             |
| 3. Januar 1976 | Wolverhampton Wanderers | 3:0      | FC Arsenal               |
| 3. Januar 1976 | York City               | 2:1      | Hereford United          |

#### Wiederholungsspiele
| Datum           |                          | Ergebnis |                     |
| --------------- | ------------------------ | -------- | ------------------- |
| 3. Januar 1976  | Bristol Rovers           | 0:1      | FC Chelsea          |
| 6. Januar 1976  | Birmingham City          | 0:1      | FC Portsmouth       |
| 6. Januar 1976  | Bolton Wanderers         | 2:0      | FC Brentford        |
| 6. Januar 1976  | FC Bury                  | 3:2      | Middlesbrough       |
| 6. Januar 1976  | Plymouth Argyle          | 1:4      | Hull City           |
| 6. Januar 1976  | AFC Rochdale             | 0:0      | Norwich City        |
| 6. Januar 1976  | Tooting & Mitcham United | 2:1      | Swindon Town        |
| 7. Januar 1976  | Aston Villa              | 1:2      | FC Southampton      |
| 7. Januar 1976  | Newcastle United         | 2:1      | Queens Park Rangers |
| 7. Januar 1976  | Peterborough United      | 1:0      | Nottingham Forest   |
| 13. Januar 1976 | Norwich City             | 2:1      | AFC Rochdale        |
| 24. Januar 1976 | Stoke City               | 2:1      | Tottenham Hotspur   |

### Vierte Hauptrunde
| Datum           |                      | Ergebnis |                          |
| --------------- | -------------------- | -------- | ------------------------ |
| 24. Januar 1976 | Bradford City        | 3:1      | Tooting & Mitcham United |
| 24. Januar 1976 | Charlton Athletic    | 1:1      | FC Portsmouth            |
| 24. Januar 1976 | Coventry City        | 1:1      | Newcastle United         |
| 24. Januar 1976 | Derby County         | 1:0      | FC Liverpool             |
| 24. Januar 1976 | Huddersfield Town    | 0:1      | Bolton Wanderers         |
| 24. Januar 1976 | Ipswich Town         | 0:0      | Wolverhampton Wanderers  |
| 24. Januar 1976 | Leeds United         | 0:1      | Crystal Palace           |
| 24. Januar 1976 | Leicester City       | 1:0      | FC Bury                  |
| 24. Januar 1976 | Manchester United    | 3:1      | Peterborough United      |
| 24. Januar 1976 | Norwich City         | 2:0      | Luton Town               |
| 24. Januar 1976 | FC Southampton       | 3:1      | Blackpool                |
| 24. Januar 1976 | Southend United      | 2:1      | Cardiff City             |
| 24. Januar 1976 | West Bromwich Albion | 3:2      | Lincoln City             |
| 24. Januar 1976 | York City            | 0:2      | FC Chelsea               |
| 28. Januar 1976 | Stoke City           | 1:0      | Manchester City          |
| 2. Februar 1976 | AFC Sunderland       | 1:0      | Hull City                |

#### Wiederholungsspiele
| Datum           |                         | Ergebnis |                   |
| --------------- | ----------------------- | -------- | ----------------- |
| 27. Januar 1976 | FC Portsmouth           | 0:3      | Charlton Athletic |
| 27. Januar 1976 | Wolverhampton Wanderers | 1:0      | Ipswich Town      |
| 28. Januar 1976 | Newcastle United        | 5:0      | Coventry City     |

### Fünfte Hauptrunde
| Datum            |                         | Ergebnis |                   |
| ---------------- | ----------------------- | -------- | ----------------- |
| 14. Februar 1976 | Bolton Wanderers        | 3:3      | Newcastle United  |
| 14. Februar 1976 | FC Chelsea              | 2:3      | Crystal Palace    |
| 14. Februar 1976 | Derby County            | 1:0      | Southend United   |
| 14. Februar 1976 | Leicester City          | 1:2      | Manchester United |
| 14. Februar 1976 | Stoke City              | 0:0      | AFC Sunderland    |
| 14. Februar 1976 | West Bromwich Albion    | 1:1      | FC Southampton    |
| 14. Februar 1976 | Wolverhampton Wanderers | 3:0      | Charlton Athletic |
| 23. Februar 1976 | Norwich City            | 1:2      | Bradford City     |

#### Wiederholungsspiele
| Datum            |                  | Ergebnis |                      |
| ---------------- | ---------------- | -------- | -------------------- |
| 17. Februar 1976 | FC Southampton   | 4:0      | West Bromwich Albion |
| 17. Februar 1976 | AFC Sunderland   | 2:1      | Stoke City           |
| 18. Februar 1976 | Newcastle United | 0:0      | Bolton Wanderers     |
| 23. Februar 1976 | Bolton Wanderers | 1:2      | Newcastle United     |

### Sechste Hauptrunde
| Datum        |                   | Ergebnis |                         |
| ------------ | ----------------- | -------- | ----------------------- |
| 6. März 1976 | Bradford City     | 0:1      | FC Southampton          |
| 6. März 1976 | Derby County      | 4:2      | Newcastle United        |
| 6. März 1976 | Manchester United | 1:1      | Wolverhampton Wanderers |
| 6. März 1976 | AFC Sunderland    | 0:1      | Crystal Palace          |

#### Wiederholungsspiel
| Datum        |                         | Ergebnis |                   |
| ------------ | ----------------------- | -------- | ----------------- |
| 9. März 1976 | Wolverhampton Wanderers | 2:3      | Manchester United |

### Halbfinale
Die beiden Spiele wurden am 3. April 1976 ausgetragen.
|                   | Ergebnis |                | Ort       |
| ----------------- | -------- | -------------- | --------- |
| Manchester United | 2:0      | Derby County   | Sheffield |
| FC Southampton    | 2:0      | Crystal Palace | London    |

### Finale
| FC Southampton                           | FC Southampton | Manchester United | Manchester United |
| ---------------------------------------- | --- | --- | ----------------- |
| FC Southampton                           | \| Finale \| \| Samstag, 1. Mai 1976 in London (Wembley) \| \| Ergebnis: 1:0 (0:0) \| \| Zuschauer: 99.115 \| \| Schiedsrichter: Clive Thomas \| \| Spielbericht \|                   | \| Finale \| \| Samstag, 1. Mai 1976 in London (Wembley) \| \| Ergebnis: 1:0 (0:0) \| \| Zuschauer: 99.115 \| \| Schiedsrichter: Clive Thomas \| \| Spielbericht \|                                                | Manchester United |
| FC Southampton                           | Ian Turner – Peter Rodrigues, David Peach – Nick Holmes, Mel Blyth, Jim Steele – Paul Gilchrist, Mick Channon, Peter Osgood, Jim McCalliog, Bobby Stokes Cheftrainer: Lawrie McMenemy | Alex Stepney – Alex Forsyth, Stewart Houston – Gerry Daly, Brian Greenhoff, Martin Buchan – Steve Coppell, Sammy McIlroy, Stuart Pearson, Lou Macari, Gordon Hill (66. David McCreery) Cheftrainer: Tommy Docherty | Manchester United |
| FC Southampton                           | 1:0 Bobby Stokes (83.) | | Manchester United |
| Finale                                   | | |                   |
| Samstag, 1. Mai 1976 in London (Wembley) | | |                   |
| Ergebnis: 1:0 (0:0)                      | | |                   |
| Zuschauer: 99.115                        | | |                   |
| Schiedsrichter: Clive Thomas             | | |                   |
| Spielbericht                             | | |                   |